# Phyllodytes kautskyi
Phyllodytes kautskyi é uma espécie de anfíbio da família Hylidae. Endêmica do Brasil, podia ser encontrada apenas na localidade-tipo, no município de Domingos Martins, no estado do Espírito Santo. Mais recentemente a espécie foi registrada também nas florestas costeiras da Bahia.